# Mette Bock
Mette Bock (ur. 26 lipca 1957 w Gladsaxe) – duńska polityk, politolog i dziennikarka, parlamentarzystka, od 2016 do 2019 minister kultury i ds. kościelnych.

## Życiorys
Absolwentka filozofii na Syddansk Universitet (1982), na którym w 1989 uzyskała magisterium. Ukończyła także politologię na Uniwersytecie Aarhus (1986). Od początku lat 90. pracowała na duńskich uczelniach, wykładając nauki polityczne, filozofię i dziennikarstwo. Była także konsultantką Dansk Management Forum (1988–1991), dyrektorem Muskelsvindfonden, organizacji pozarządowej zajmującej się problemami dystrofii mięśniowych (1992–1997) i dziennikarką „Jyllands-Posten” (1998). Później zajmowała się konsultingiem i zarządzaniem projektami, zaś w latach 2002–2007 była dyrektorem zarządzającym i redaktorem naczelnym regionalnej gazety „JydskeVestkysten”. W 2007 została prorektorem Uniwersytetu Aarhus, a w 2008 dyrektorem programowym Danmarks Radio.
Działała w Socjalistycznej Partii Ludowej i socjalliberalnej partii Det Radikale Venstre. Później dołączyła do Sojuszu Liberalnego. W 2011 po raz pierwszy uzyskała mandat posłanki do Folketingetu. Z powodzeniem ubiegała się o reelekcję w wyborach w 2015.
28 listopada 2016 weszła w skład trzeciego rządu Larsa Løkke Rasmussena jako minister kultury i ds. kościelnych. Urząd ten sprawowała do 27 czerwca 2019.